# Fruit Heights
Fruit Heights – miasto w Stanach Zjednoczonych, w stanie Utah, w hrabstwie Davis.